# 레드 데드 온라인
레드 데드 온라인(Red Dead Online)은 록스타 게임스가 레드 데드 리뎀션 2의 온라인 컴포넌트로서 개발하고 배급한 2019년 액션 어드벤처 게임이다. 수개월간의 베타 기간 이후 플레이스테이션 4, 엑스박스 원용으로 2019년 5월에, 마이크로소프트 윈도우와 구글 스테이디어용으로 2019년 11월에 출시되었다. 이 게임의 단독 클라이언트는 2020년 12월에 출시되었다. 레드 데드 온라인에서 플레이어는 살인자의 누명을 쓰고 감옥에서 풀려난 커스터마이즈 가능한 조용한 주인공을 컨트롤하며 무죄 입증을 대신하여 복수를 하게 된다. 레드 데드 리뎀션 2의 사건이 있기 1년 전인 1898년을 배경으로 하는 이 게임은 최대 4명의 플레이어가 내레이션을 진행할 업무를 완수하고 부차적인 다양한 미션과 이벤트를 수행할 수 있는 스토리 미션들로 구성되어 있다.